# Kumšt (pořad)
Kumšt je český satirický hudební pořad uváděný na YouTube na kanále firmy Kytary.cz. Obsah vytvářejí hudebníci Matěj Belko a Petr Šťastný a náplní jednotlivých dílů jsou parodie jednoduchých písniček v různých hudebních žánrech. Autoři a moderátoři pořadu ukážou typické postupy a klišé jednotlivých žánrů a „zkusí si“ v daném žánru složit písničku, která pak zazní na konci pořadu i s klipem.
První díl vyšel 7. března 2017.
Aktéři pořadu někdy vystupují i živě pod názvem Duo Modřanka, což je parodie na samohrajkové kapely vycházející z jejich dílu Jak prorazit s poctivým českým šlágrem.
Aktéři začali dělat vánoční koncerty Kumšt Live- většinou dva koncerty (Praha a Brno) a vystupují taky na Festiwallu (festival obchodu Kytary.cz).

## Seznam dílů
1. Jak složit letní hit snadno a rychle
2. Jak složit rockovou baladu snadno a rychle
3. Jak složit nezávislý hit snadno a rychle
4. Jak dokázat, že punk není mrtvej
5. Jak prorazit s poctivým českým šlágrem
6. Písničky pro děti
7. Jak se stát Umělcem
8. Studentské fanky
9. Folk
10. Pořádná tucka
11. Reggae snadno a pomalu
12. Blues aneb 12 taktů neštěstí
13. Jak podojit Vánoce
14. Jak sesmolit muzikál
15. Kumšt Speciál: Jak složit aktuální hit – speciální díl k pandemii covidu-19
16. Kumšt II: Jak udělat pořádnej KAMBEK
17. Kumšt II #2: Jak udělat (T)RAPOVEJ BANGER
18. Kumšt II #3: Jak podojit TRADICI
19. Kumšt II #4: Jak Získat Miliony Jen S Pomocí Meditace
20. Kumšt II #5: Hymna aneb manifest (ne)vkusu
21. Kumšt II #6: Jak udělat pořádný AGRO
22. Kumšt II #7: Jak na soudobou klasiku
23. Kumšt II #8: Jak podojit AI
24. Kumšt II #9: Jak udělat VLÍDNÝ HIT